# Eilema cribrata
Eilema cribrata là một loài bướm đêm thuộc phân họ Arctiinae, họ Erebidae.